# Liparis volcanica
Liparis volcanica är en orkidéart som beskrevs av Roberto González Tamayo och Zamudio. Liparis volcanica ingår i släktet gulyxnen, och familjen orkidéer. Inga underarter finns listade i Catalogue of Life.